# Incident de Corfú
|  | Per a altres significats, vegeu «Incident del canal de Corfú». |

L'incident de Corfú va ésser una crisi diplomàtica que va enfrontar el Regne de Grècia i el Regne d'Itàlia l'any 1923.
Grècia i Albània van portar una disputa fronterera a la Conferència d'Ambaixadors, que va crear una comissió per a determinar els límits, autoritzada per la Societat de Nacions per a resoldre el conflicte. Uns quants països (incloent-hi Itàlia) van proporcionar petits destacaments de soldats per ajudar la comissió a fer l'enquesta.
El 27 d'agost de 1923 el general italià Enrico Tellini i tres dels seus ajudants van ésser assassinats per agressors desconeguts (segons algunes fonts per nacionalistes grecs, segons altres, per bandits albanesos) a Kakavija en territori grec.
Itàlia va fer arribar un ultimàtum a Grècia el 29 d'agost, de 1923, demanant 50 milions de lires en concepte de reparacions i execució dels assassins. Grècia va ésser incapaç d'identificar els assassins, i les forces italianes van bombardejar i ocupar l'illa grega de Corfú el 31 d'agost, de 1923, matant com a mínim quinze civils. En general, l'assassinat de Tellini es considera un pretext per amagar el veritable motiu per a la invasió: la posició estratègica de Corfú a l'entrada de l'Adriàtic.
Grècia va portar el cas davant la Societat de Nacions, que inicialment va condemnar l'ocupació italiana. La disputa es va deixar en mans de la Conferència d'Ambaixadors, i Itàlia i Grècia van acceptar que la decisió fos vinculant. La Conferència en gran part va acceptar les peticions nominals italianes, imposant a Grècia l'obligació de demanar perdó i pagar reparacions, la qual cosa va ésser acceptada per Grècia.
Les forces italianes van sortir de Corfú el 27 de setembre de 1923.